# Scutigère véloce
Scutigera coleoptrata
Espèce
La (plus rarement le) Scutigère véloce, Scutigera coleoptrata, est une espèce de myriapodes de la famille des Scutigeridae et du genre Scutigera. Originaire d'Europe elle s'est répandue dans le monde entier.
La scutigère, comme les autres myriapodes (mille-pattes), présente un corps composé d'une tête et d'un nombre variable d'anneaux portant les pattes. Il ne s'agit donc pas d'un insecte (dont le plan de corps est composé d'une tête, d'un thorax portant trois paires de pattes et d'un abdomen).
Son aire de distribution est mondiale, mais les scutigères sont plus nombreuses dans les régions chaudes et particulièrement méditerranéennes.

## Description

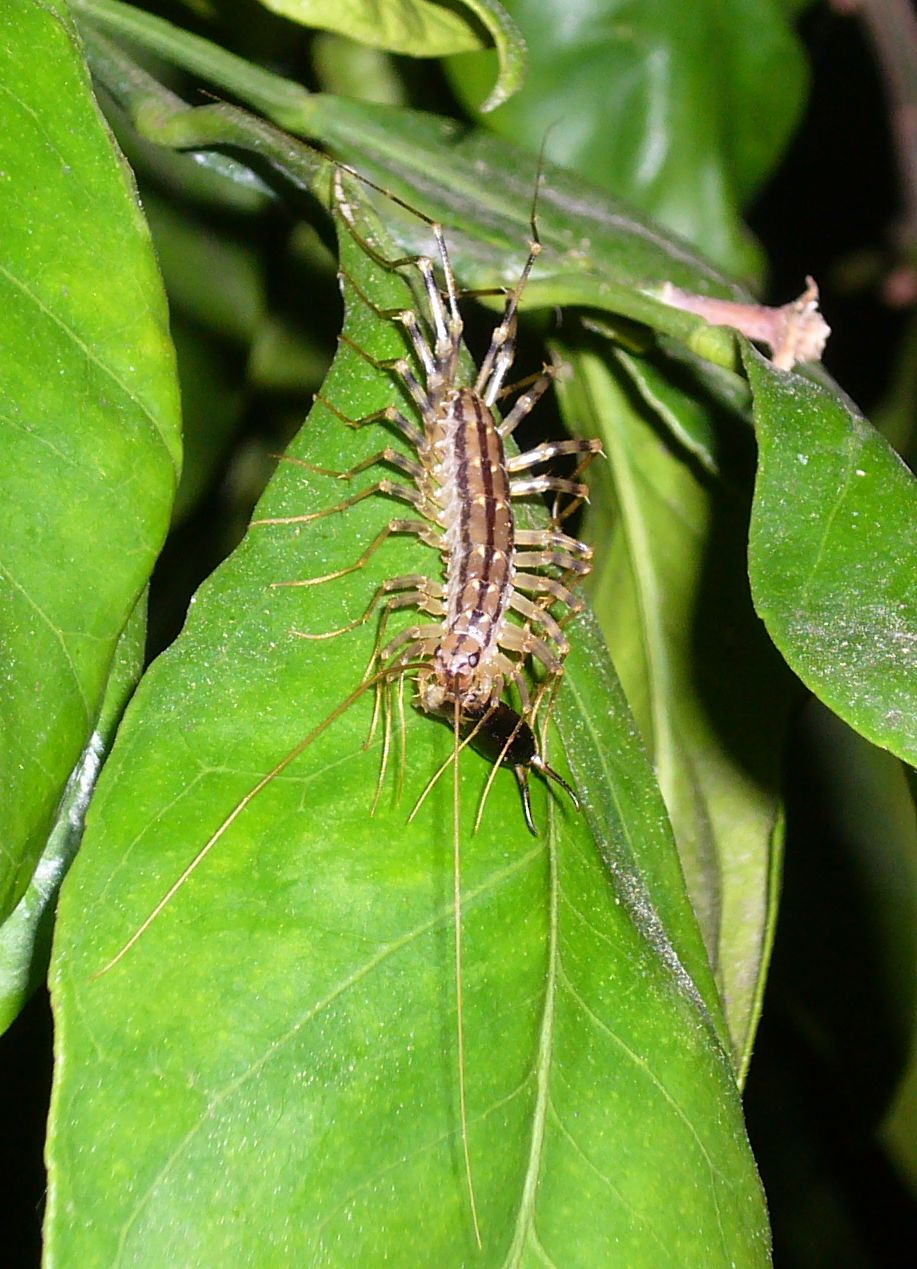
Scutigère véloce, Slovénie.

Une scutigère véloce adulte possède quinze paires de pattes fragiles qui se détachent facilement (autotomie), soit, comme tous les chilopodes, une paire de pattes par segment.  
Les pattes postérieures sont nettement plus longues que les autres. 

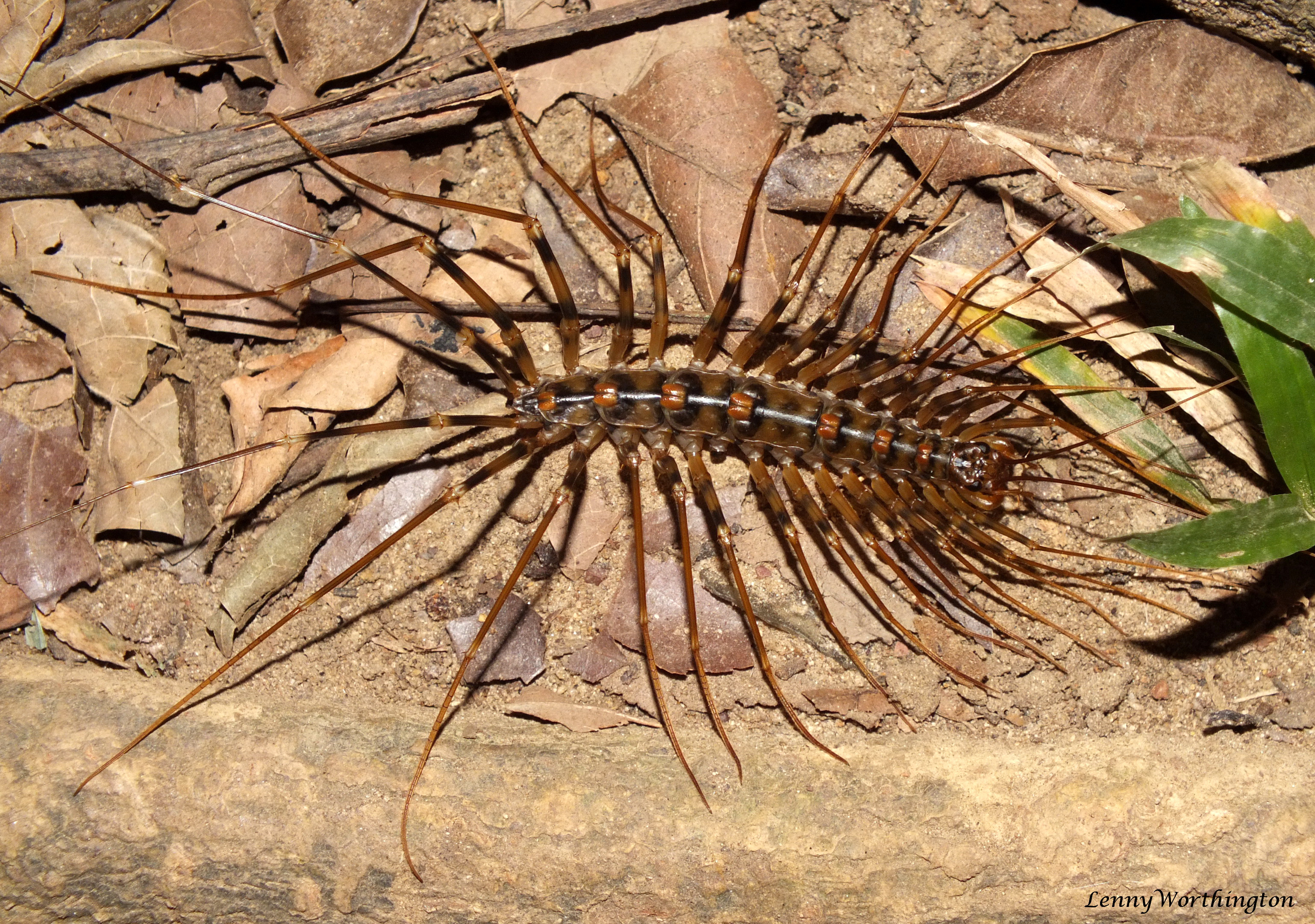
Scutigère véloce, Sanctuaire de faune de Khao Soi Dao, Thaïlande.

La taille du corps varie de 25 à 30 mm (la longueur maximum du corps est de 50 mm) et les scutigères peuvent atteindre une dizaine de centimètres pattes comprises. 
Les longues pattes arrière ressemblant à des antennes, il peut être difficile de distinguer l'avant de l'arrière de l'animal au repos.
Le corps des scutigères est recouvert d'un exosquelette de chitine divisé en neuf plaques tergales ressemblant à des boucliers (d'où le nom de « scutigère »).
Sa couleur varie de beige à jaunâtre, son dos est strié sur toute sa longueur de trois raies foncées tandis que le dessous est presque blanc.
Elle est dite « véloce » parce qu'elle se déplace très vite, jusqu'à 40 cm/s, pour attaquer ses proies afin de les paralyser à l'aide du venin délivré par ses forcipules fixées sous la tête, sur le premier segment de son corps.

## Développement
À l'éclosion de l'œuf, les jeunes scutigères n'ont que quatre paires de pattes. Elles se développent en plusieurs phases, acquérant ensuite 5 puis 7, 9, 11, 13 et enfin 15 paires de pattes.

## Comportement

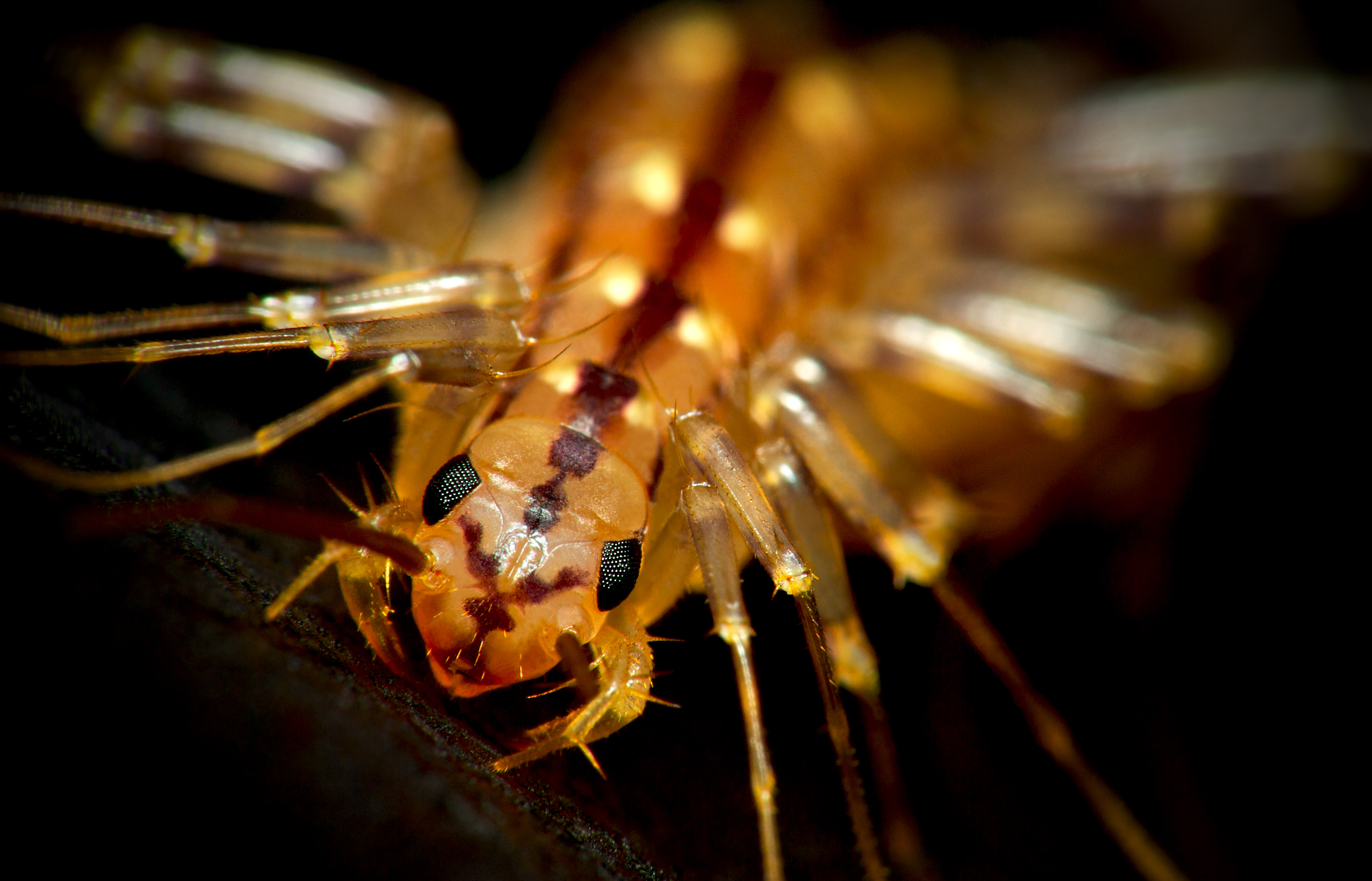
Gros plan sur une scutigère véloce.

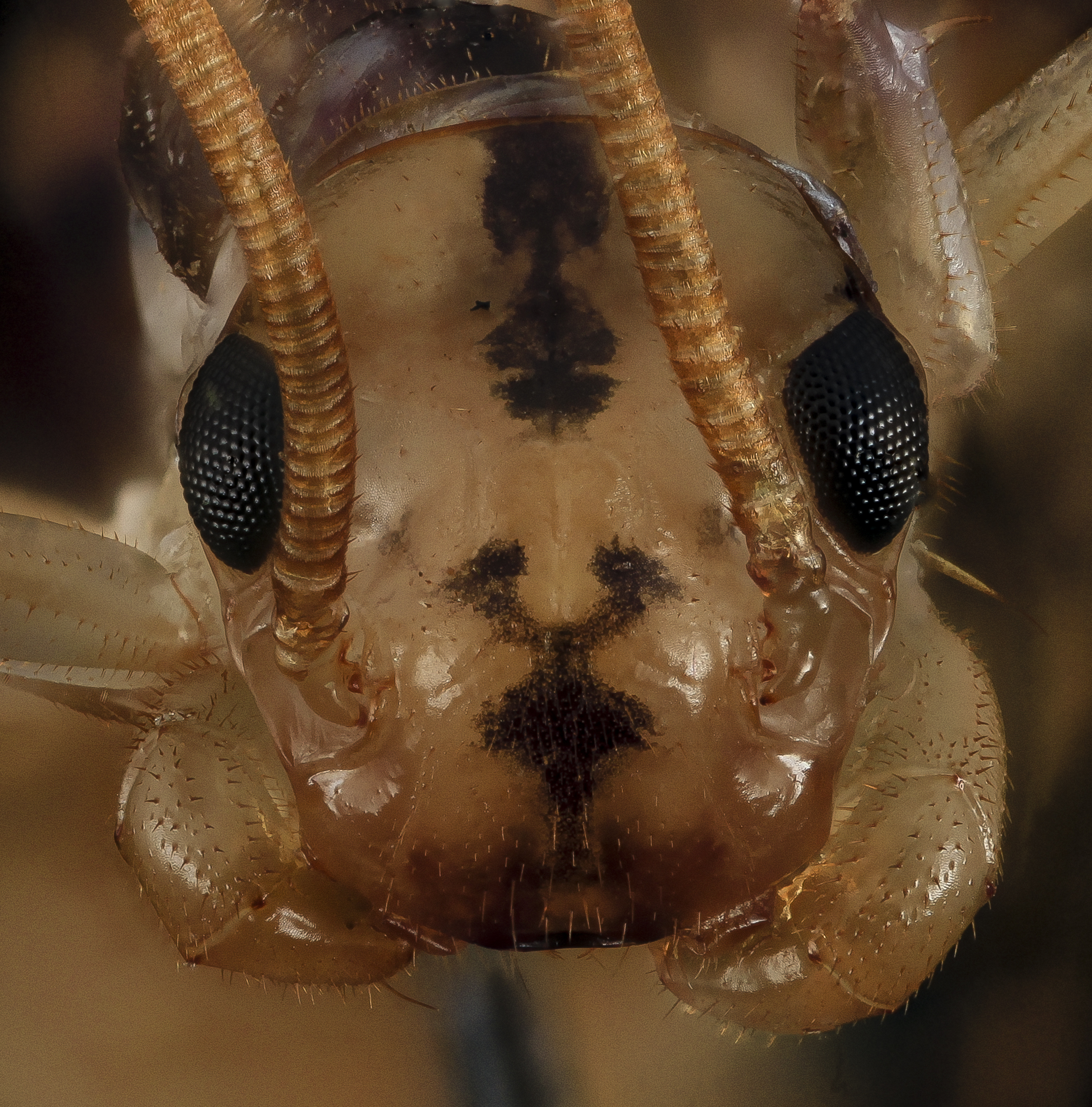
Gros plan sur la tête d'une scutigère véloce.

Il s'agit d'un arthropode lucifuge (qui n'aime pas la lumière) et hygrophile (qui apprécie l'humidité).
Ce prédateur est capable de sauter d'un meuble ou d'effectuer des virages à 90 degrés vers une cachette propice. Les sens de la vision (grâce à deux yeux à facettes), de l'ouïe et de l'odorat sont assez développés.
Prédatrice très active, la scutigère véloce est parfois capable d'attaquer une guêpe, ou une araignée.

## Reproduction
Les scutigères véloces pondent généralement en été. Pour se reproduire, le mâle et la femelle tournent l'un autour de l'autre en entrant en contact à l'aide de leurs antennes ; le mâle dépose son sperme sur le sol, et la femelle le récupère par la suite dans ses voies génitales pour féconder ses ovules.

## Systématique
L'espèce est décrite par le naturaliste suédois Carl von Linné en 1758 dans la dixième édition de son Systema Naturae sous le nom de Scolopendra coleoptrata,. Son épithète spécifique, coleoptrata, signifie « semblable à un coléoptère », à cause de la forme de son thorax. En 1801, le naturaliste français Jean-Baptiste Lamarck sépare le genre Scutigera de Scolopendra, appelant cette espèce Scutigera coleoptrata, ce taxon étant le type de ce genre. Le mot scutigera vient du latin gerere (porter) et scutum (bouclier), en raison de la forme des plaques à l'arrière du chilopode.
Le nom français normalisé et vulgarisé de cette espèce est « Scutigère véloce », véloce signifiant rapide.

### Synonymie
Liste des synonymes de Scutigera coleoptrata (Linnaeus, 1758) :
- Cermatia capensis Templeton, 1843[5]
- Cermatia coleoptrata (Linnaeus, 1758)[6]
- Cermatia floridana Newport, 1845[5]
- Cermatia livida Leach, 1817[5],[6]
- Cermatia variegata Risso, 1826[5]
- Cryptomera nemura Rafinesque, 1820[5]
- Julus araneoides Linnaeus, 1758[6]
- Julus araneoides Pallas, 1772[5]
- Selista forceps Rafinesque, 1820[5],[6]
- Scolopendra aranea Scopoli, 1763[5],[6]
- Scolopendra coleoptrata Linnaeus, 1758[5],[6]
- Scolopendra lineata Rossi, 1790[5],[6]
- Scolopendra nigricans Geoffroy, 1762[5]
- Scutigera asiaeminoris Verhoeff, 1905[5]
- Scutigera coleoptrata crinita Attems, 1902[5],[6]
- Scutigera coleoptrata genuina Verhoeff, 1905[5]
- Scutigera coleoptrata graeca Verhoeff, 1905[5],[6]
- Scutigera coleoptrata insularum Verhoeff, 1905[5],[6]
- Scutigera coleoptrata natalensis Verhoeff, 1905[5]
- Scutigera longipes Lamarck, 1818[5]
- Scutigera mohamedanica Verhoeff, 1936[5]
- Scutigera muscivora Verhoeff, 1905[5]
- Scutigera pretzmanni Würmli, 1973[5]
- Scutigera rubrovittata Verhoeff, 1905[5]

### Noms vernaculaires
- Millepattes-araignée
- Mille-pattes de maison
- Millepattes-minute
- Scutigère véloce

## La scutigère véloce et les humains
La scutigère se place souvent dans les lieux domestiques, sur les murs et dans les pièces plutôt sombres et humides comme les salles de bains ou les caves, car elle cherche l'humidité et n'aime pas la luminosité. Elle peut parfois se retrouver coincée dans des objets à surface lisse dont la sortie lui est difficile, comme les baignoires.
Si elle peut effrayer certaines personnes, la scutigère véloce est inoffensive pour les humains et cherche le plus souvent à fuir vers une cachette propice. Elle ne mord ses agresseurs qu'en dernier recours à l'aide de pattes qui ont évolué en crochets venimeux. Le venin provoque une réaction épidermique semblable à celle d'une piqûre de guêpe. De très rares cas d'allergies peuvent être observés.
Cet animal est un prédateur des moustiques, des punaises de lit, des mouches, des fourmis, des termites, des blattes, des poissons d'argent, etc. Les scutigères peuvent être un moyen de réduire les populations de ces divers insectes.

### Publication originale
(la) Carl von Linné, chap. 242 « Scolopendra », dans Systema naturæ : per regna tria naturæ, secundum classes, ordines, genera, species, cum characteribus, differentiis, synonymis, locis, vol. 1 : Holmiae, 1758, 10e éd., 824 p. (lire sur Wikisource, présentation en ligne, lire en ligne), p. 638